# Abhirati

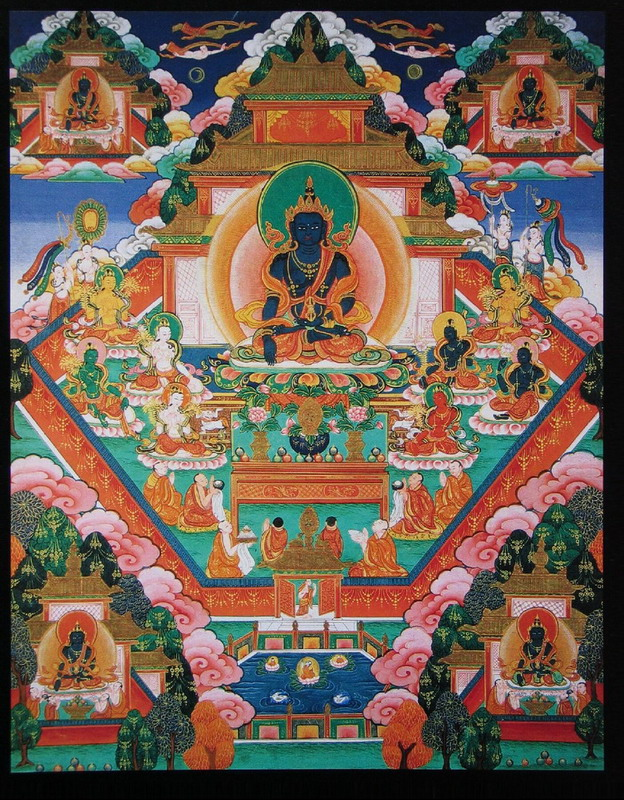
Tibetansk avbildning föreställande Abhirati

Abhirati är inom mahayanabuddhismen Akshobhya Buddhas rena buddhafält.
Den främsta mahayanska sutran som talar om Abhirati är Aksobhyavyuhasutra. Abhirati nämns även i andra sutror, såsom Astasahasrikasutra och Vimalakirtisutra, men där endast flyktigt. Den information som delges i andra sutror än Aksobhyavyuhasutra överensstämmer i regel med vad som står i Aksobhyavyuhasutra.
Abhirati är beläget till öst av denna värld. Abhirati är ett eget världssystem, Abhirati har alltså både en människovärld och himlar. Akshobya befinner sig i människovärlden inom Abhirati. Det sägs att en trappa kopplar samman människovärlden i Abhirati med en av himlarna, och att gudarna i det himmelriket ofta dras till människovärlden eftersom Akshobya befinner sig där.

## Återfödelse i Abhirati
Att återfödas i Abhirati anses vara mycket svårt. Senare i Aksobhyavyuhasutran säger en munk till Shakyamuni att han vill återfödas i Abhirati. Shakyamuni svarade med att "en vilseledd varelse som du kan inte återfödas i det buddhafältet!". För att en utövare ska återfödas i Abhirati krävs det att utövaren ansamlat en mycket stor mängd merit och dedikerat denna merit till sin återfödelse i Abhirati. Mot slutet av sutran beskrivs dock ett lättare sätt att återfödas där: att acceptera, memorera och ta till sig sutran i fråga.

## Abhiratis kvalitéer
Till utseendet är Abhirati nästintill identiskt till Shakyamunis världssystem. Det finns dock ett flertal olikheter. Bland annat har Abhirati inga helveten, djurvärldar eller världar av hungriga spöken. Således är alla som återföds i Abhirati antingen människor eller gudar.
I Abhirati föds människor från en mänsklig moder, men enligt den tibetanska versionen av sutran sker ingen sexuell kontakt mellan man och kvinna. Istället tillkommer barn efter att en man lustfyllt tittat på en kvinna, varefter mannens lust omedelbart försvinner och mannens sinne istället fylls av samadhi. Kvinnan blir omedelbart gravid, och själva födseln av barnet är smärtfritt för modern.
I Abhirati är ingen sjuk eller ful, och det existerar inga andra religioner än buddhism där. Smycken och kläder växer på träd, och när de plockats luktar de alltid gott och behöver aldrig tvättas. Så fort människorna tänker på mat eller dryck får de vad de önskar. Människorna behöver inte arbeta, och byteshandel existerar inte i Abhirati. Även klimatet anpassas efter människornas önskningar. Vidare finns det en mångfald av utsmyckningar och himmelsk musik i Abhirati, som i Sukhavati.
Den glamorösa beskrivningen av Abhirati ämnar inte att locka den gemene buddhisten till återfödelse i Sukhavati. Syftet är istället att bodhisattvor ska inspireras av beskrivningen, så att de arbetar vidare på bodhisattvavägen för att själv etablera ett sådant buddhafält i framtiden.

## Att nå upplysning i Abhirati
Eftersom ingen ondska existerar i Abhirati lär Akshobhya inte ut några levnadsregler eller dylikt. I Abhirati är det mycket enkelt att nå arahantskap. De vars mål är arahantskap behöver aldrig återfödas igen, då de enbart behövs 1-4 predikningar från Akshobhya för att en individ ska uppnå arahantskap. Det finns även bodhisattvor i Abhirati. Bodhisattvorna är inte alltid i Abhirati, då de besitter förmågan att resa till andra buddhafält för att också möta andra buddhor. När de besökt ett annat buddhafält återvänder de till Abhirati. Varelserna i Abhirati är inte odödliga, men de bodhisattvor som lever i Abhirati återföds omedelbart i ett annat rent buddhafält när de dött. Dessutom minns de vad de lärt sig under sitt tidigare liv. Denna process upprepas tills buddhaskap är uppnått. Inga bodhiattvor uppnår dock buddhaskap i Abhirati, eftersom processen att bli en buddha involverar bildandet av ett eget rent buddhafält.

## Akshobhyas bortgång
Akshobhyas levnadstid är otänkbart lång, men inte oändlig. När han försvinner skickas magiska emenationer av Akshobhya ut i Abhiratis världar, som resulterar i att många medvetna varelser uppnår arahantskap. Akshobhya kommer då även att berätta om den som kommer att bli hans efterföljare. Han förutspår att bodhisattvan Gandhahastin kommer att ta hans plats när han nått buddhaskap. Under tiden då varken Akshobhya eller Gandhahastin finns i Abhirati, fortlever Akshobhyas buddhistiska lära under flera hundratusentals kalpor, varefter läran gradvis försvinner till följd av invånarnas intresse för buddhismen minskar.